# Caro Houbreghts
Caro Houbreghts (8 juni 1996) is een Belgisch journalist, presentator en commentator.

## Biografie
Houbreghts behaalde een master in de journalistiek aan de Katholieke Universiteit Leuven. Hier had ze onder meer les in de sportjournalistiek van haar latere collega bij Sporza Maarten Vangramberen. Als freelancer werkt ze sinds 2018 voor Sporza en Play Sports. Hier verslaat ze voornamelijk het tennis- en veldritnieuws. Ze is de host van Studio Live, een sportprogramma van Play Sports, en is geregeld de vrouw ter plekke bij veldritten. Tijdens de Wereldbekerveldrit in het Franse Besançon in 2023 deed Houbreghts bovendien ook de UCI-interviews na de wedstrijden. Als tennisexpert werd ze al door diverse media geraadpleegd.